# Владислав
Вижте пояснителната страница за други значения на Владислав.
Владислав е българско лично име от славянски произход. Произлиза от думите „владея“ и „слава“. Има две основни значения:
- човек, който властва славно (човек, който владее чрез славата);
- мъж, който владее славата.

Името „Владислав“ носи и загиналият край Варна полски крал Владислав III Ягело/Варненчик, който успява да отвоюва от турците Шуменската крепост, преди да отстъпи Източна Европа на Османската империя за 500 години, както и българският цар Йоан Владислав (1015 – 1018).